# Nowokaltschewe
Nowokaltschewe (ukrainisch Новокальчеве; russisch Новокальчево/Nowokalteschewo) ist ein Dorf im Süden der Ukraine, etwa 10 Kilometer östlich von der Rajonshauptstadt Beresiwka und etwa 83 Kilometer nordöstlich von der Oblasthauptstadt Odessa entfernt.

## Geschichte
Das Dorf wurde 1899 gegründet, zwischen 1929 und 19. Mai 2016 trug es den Namen Tscherwonoarmijske (Червоноармійське).

## Verwaltungsgliederung
Am 12. August 2015 wurde das Dorf zum Zentrum der neugegründeten Landgemeinde Tscherwonoarmijske (Червоноармійська сільська громада/Tscherwonoarmijska silska hromada). Zu dieser zählten auch noch die 5 Dörfer Sadowe, Semychatky, Trawnewe, Uljaniwka und Wynohradne, bis dahin bildete es zusammen mit den Dörfern  Semychatky, Trawnewe und Uljaniwka die gleichnamige Landratsgemeinde Tscherwonoarmijske (Червоноармійська сільська рада/Tscherwonoarmijska silska rada) im Nordosten des Rajons Beresiwka.
Am 20. Juli 2016 wurde die sie dann analog dem Dorf in Landgemeinde Nowokaltschewe (Новокальчевська громада/Nowokaltschewska silska hromada) umbenannt.
Am 12. Juni 2020 kamen noch die Dörfer Iwaniwka, Osnowa, Petriwka, Rjasnopil, Selenopillja und  Suchyne zum Gemeindegebiet.
Folgende Orte sind neben dem Hauptort Nowokaltschewe Teil der Gemeinde:
| Name                     | Name        | Name                       |
| ukrainisch transkribiert | ukrainisch  | russisch                   |
| ------------------------ | ----------- | -------------------------- |
| Iwaniwka                 | Іванівка    | Ивановка (Iwanowka)        |
| Osnowa                   | Основа      | Основа                     |
| Petriwka                 | Петрівка    | Петровка (Petrowka)        |
| Rjasnopil                | Ряснопіль   | Ряснополь (Rjasnopol)      |
| Sadowe                   | Садове      | Садовое (Sadowoje)         |
| Selenopillja             | Зеленопілля | Зеленополье (Selenopolje)  |
| Semychatky               | Семихатки   | Семихатки (Semichatki)     |
| Suchyne                  | Сухине      | Сухино (Suchino)           |
| Trawnewe                 | Травневе    | Травневое (Trawnewoje)     |
| Uljaniwka                | Улянівка    | Ульяновка (Uljanowka)      |
| Wynohradne               | Виноградне  | Виноградное (Winogradnoje) |